# Michał Hryczyna Woyna
Michał Hryczyna Woyna herbu Trąby (zm. 1634) – chorąży żmudzki w latach 1629–1634, ciwun użwencki, dworzanin i rotmistrz królewski, starosta chwejdański, starosta pojurski w 1632 roku.

## Życiorys
Urodził się na Litwie, w szlacheckiej rodzinie Woynów herbu Trąby. Był synem Macieja, podskarbiego nadwornego i pisarza wielkiego litewskiego, matka wywodziła się z rodu Gosławskich.
Studiował na Uniwersytecie w Ingolstadt w 1617 roku i Uniwersytecie we Fryburgu w 1619 roku.
Z zawodu żołnierz, doświadczenie bojowe zdobywał podczas tłumienia powstania Żmajły. Podczas wojny ze Szwecją (1626–1629) walczył jako rotmistrz na czele własnej chorągwi husarskiej, najpierw w Prusach potem w Inflantach. Był uczestnikiem zwycięskiej bitwy ze Szwedami pod Treiden. Według Niesieckiego dowodził w tym starciu siłami litewskimi. Zmarł w 1634, w czasie z wojny z Rosją, 
atoli pod Smoleńskiem niewczasem i trudami zdrowie stargawszy, wkrótce życie stracił.
Był elektorem Władysława IV Wazy z Księstwa Żmudzkiego w 1632 roku.
Pochowany u franciszkanów w Pińsku.